# Christian Ntsay
Christian Louis Ntsay (Antsiranana, 27 de marzo de 1961) es un político malgache que se desempeña como primer ministro de Madagascar desde el 6 de junio de 2018.

## Carrera
Estudió ciencias económicas en la Universidad de Antananarivo.
Fue ministro de trabajo de Madagascar entre 2002 y 2003.
Considerado un tecnócrata, ha trabajado para el Banco Mundial, la Unión Europea, y para organismos y programas de las Naciones Unidas como la Organización Internacional del Trabajo (OIT) y el Programa de las Naciones Unidas para el Desarrollo. Dentro de la OIT, fue director de la sección del Océano Índico. Desde 2008 hasta 2018 fue representante de la OIT en Antananarivo para Comoras, Madagascar, Mauricio y Seychelles.
Fue nombrado primer ministro de Madagascar por el presidente Hery Rajaonarimampianina en junio de 2018, tras la renuncia de Olivier Mahafaly Solonandrasana debido a las protestas generalizadas en todo el país.